# Thung lũng Sind
Thung lũng Sind là một thung lũng nằm trong thung lũng Kashmir của bang Jammu và Kashmir thuộc Ấn Độ. Lối vào thung lũng này nằm cách 33 km (21 dặm) về phía đông bắc của thành phố Srinagar, thành phố trung tâm của bang Jammu và Kashmir. Thung lũng này bản chất là một hẻm núi dài 65 km (40 dặm) và chiều rộng trung bình là 1 km (0,62 dặm).

## Lịch sử
Thời xa xưa, thung lũng này có một bộ phận vô cùng quan trong của con đường tơ lụa. Nó giống như là một "cây cầu" nối Ấn Độ, Trung Quốc và Trung Á dọc theo tuyến đường Srinagar-Skardu. Đầu tiên là những tín đồ của đạo Hindu và Phật giáo sử dụng tuyến đường này để đi truyền đạo, tiếp sau đó là những tín đồ của đạo Hồi. Thung lũng Sinh đến nay vẫn kết nối với khu vực Ladakh với phần còn lại của Ấn Độ theo đường quốc lộ NH 1D. Dù vào mùa đông, nó bị đóng cửa do tuyết rơi dày tại Zojila.

## Về địa lí
Thung lũng Sind thuộc phạm vi quyền hạn của thị trấn Kangan, huyện Ganderbal. Nó tiếp giáp với thung lũng Kashmir ở phía tây, Zojila ở phía đông, Kishanganga ở phía bắc và thung lũng Lidder ở phía nam.

## Sinh thái học
Thung lũng này có nhiều sông băng đổ vào những dòng suối, những nhánh sông của sông Sind. Những khu vực ấy là nơi sinh sống chủ yếu của cá hồi nâu. Thung lũng này còn là môi trường sinh sống tự nhiên của gấu đen Himalaya, gấu nâu Himalaya, các loài hươu thuộc chi Mochus, báo tuyết và Nai Kashmir. Ngoài ra, Sơn dương núi Pakistan và các loài dê thuộc chi Capra cũng được phát hiện tại thung lũng này ở gần thị trấn Sonamarg.